# Litografia colloidale
La litografia colloidale (inglese: Colloidal lithography) è una tecnica di fabbricazione di materiali nanostrutturati che utilizza assemblati colloidali (1-D, 2-D e 3-D), come maschere per un processo litografico (deposizione o rimozione di materiale). Le dimensioni tipiche delle strutture replicabili attraverso maschere colloidali variano tra 1 e 1000 nm. Per questo la litografia colloidale viene considerata una tecnica di nanofabbricazione. Il suo utilizzo è per ora limitato all'ambito della ricerca e sviluppo, ma può essere applicata anche a processi industriali su larga scala.

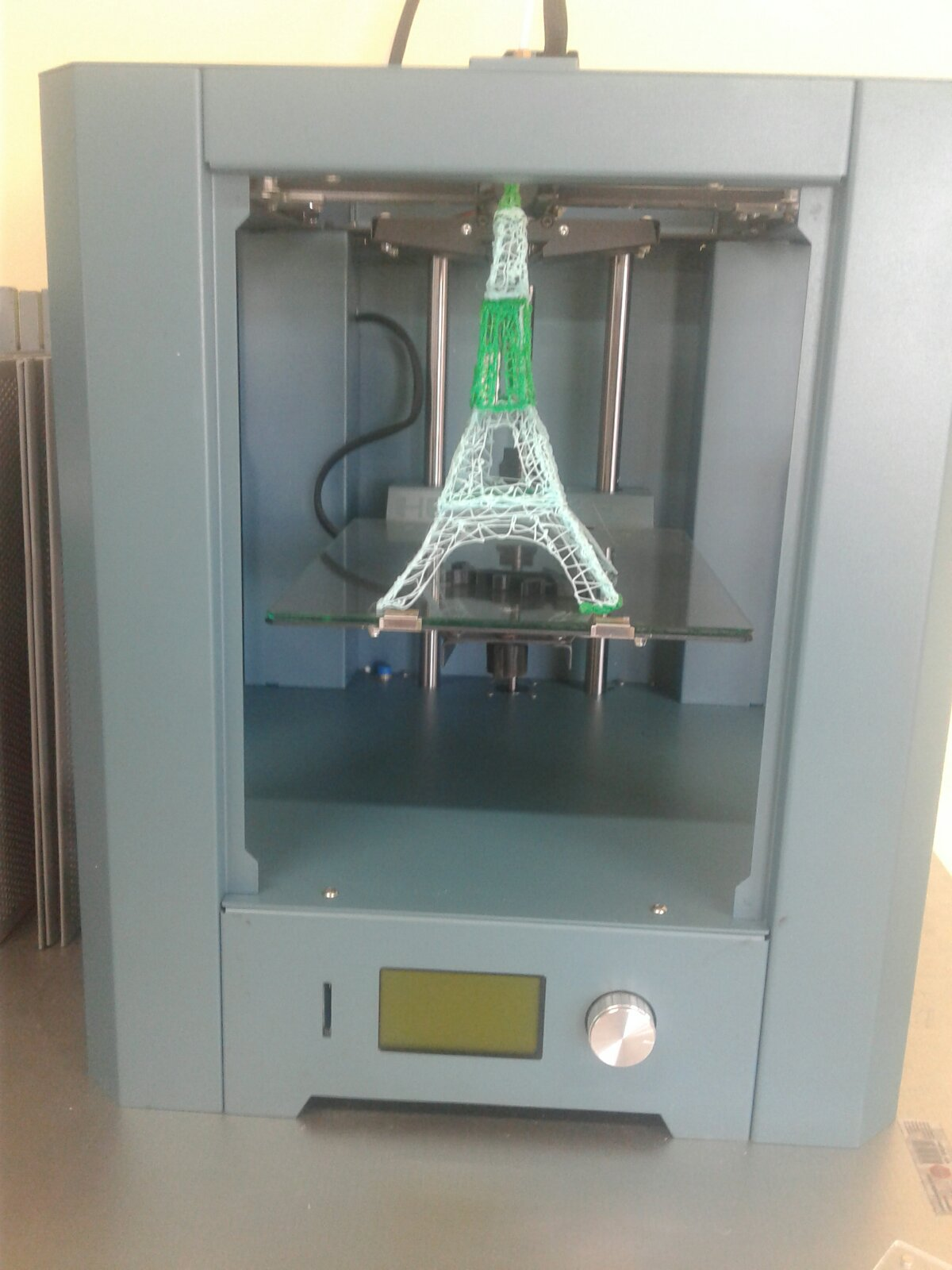
Stampante 3D in un laboratorio scolastico. Buriazia, Russia

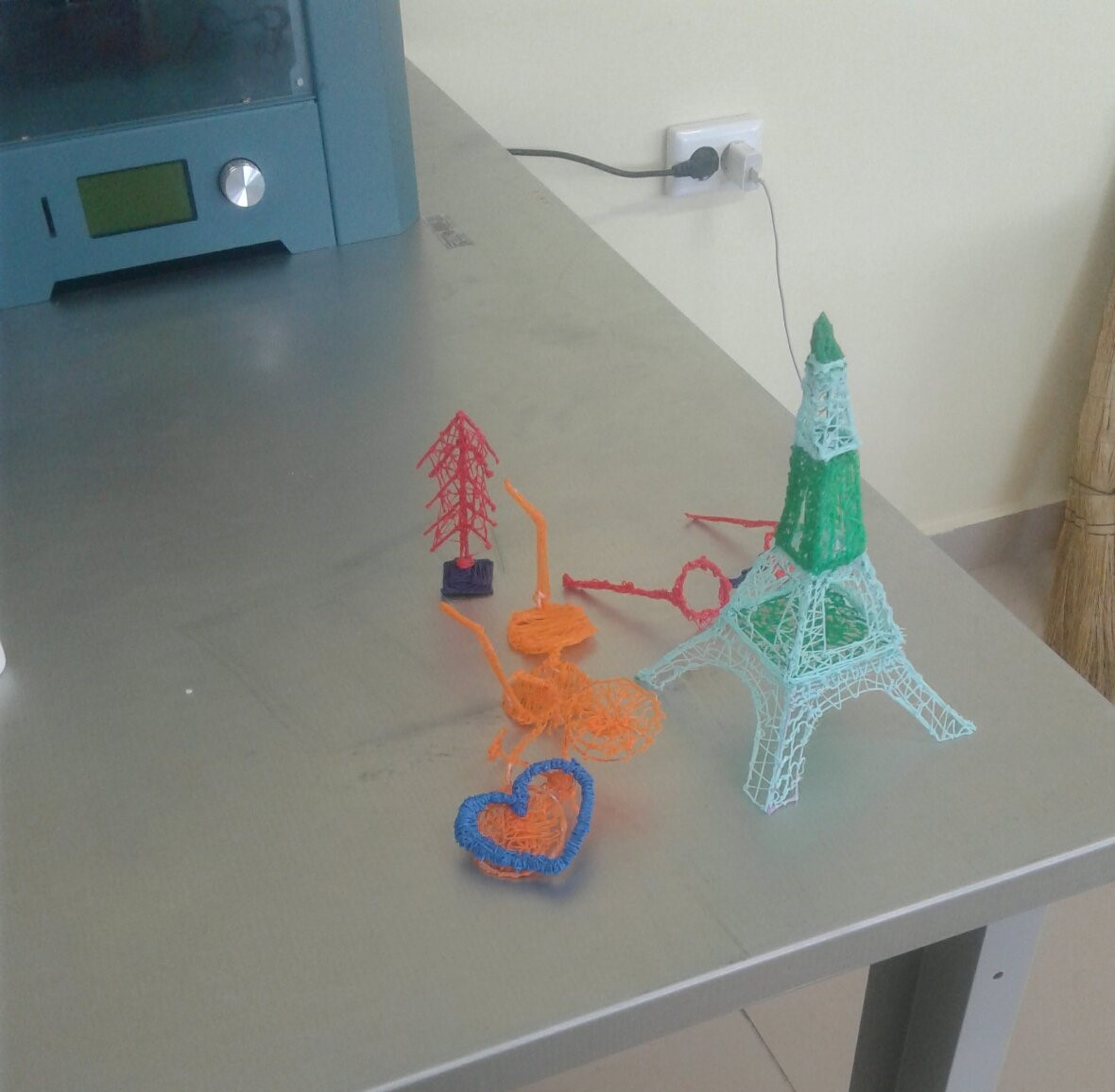
Campioni di stampa 3D